# Sumerian Daemons
Sumerian Daemons è il sesto album studio della band Greca death metal Septicflesh. L'immagine di copertina è un vero scenario, costruito dietro richiesta di Spiros da un team greco che di solito lavora per pubblicità o film, chiamato Alahouzos Bros.

## Tracce
Testi e musiche di Sotiris V..
1. Behold... the Land of Promise – 2:10
2. Unbeliever – 5:11
3. Virtues of the Beast – 5:17
4. Faust – 5:09
5. When All is None – 4:38
6. Red Code Cult – 4:09
7. Dark River – 3:56
8. Magic Loves Infinity – 3:58
9. Sumerian Daemon – 4:04
10. Mechanical Babylon – 4:55
11. Infernal Sun – 3:26
12. The Watchers – 4:14
13. Shapeshifter – 5:12

## Formazione
- Seth/Spiros A. – basso, voce, copertina del disco
- Sotiris V. – chitarra
- Christos Antoniou – chitarra, campionatore, orchestra
- Akis K. – batteria
- George Z. - tastiere
- Natalie Rassoulis - soprano
- Gore - voci di sottofondo in "Unbeliever"
- Fredrik Nordström – produttore, ingegnere del suono
- Patric J. - ingegnere del suono
- Hammerheart Records - produttore esecutivo